# 傷感列車
《傷感列車》是中國女子偶像團體AKB48 Team SH的第9張EP，分別收錄了主打曲《傷感列車》、《黑暗》、《High tension（嗨翻天）》及伴奏。主打曲由劉念擔任中心位置。

## 概要
《傷感列車》翻唱自AKB48第53張單曲《感傷列車》。

## 發行歷史
2022年
- 11月6日，公布第9張EP主打曲為《傷感列車》[2]。
- 12月10日，在AKB48 Team SH線上演唱會暨四週年主題活動「Four你心中的歌」上公布主打曲《傷感列車》的16名選拔成員[1]。

2023年
- 2月4日，主打曲《傷感列車》在「AKB48 Group Circle Jam 2023 ONLINE」上初次表演。
- 2月11日，主打曲《傷感列車》在《戀愛禁止條例》公演中初次線下表演。
- 3月12日，主打曲《傷感列車》正式版MV預告發布。
- 3月14日，主打曲《傷感列車》正式版MV發布。
- 3月15日，主打曲《傷感列車》音源上線。
- 3月31日，《傷感列車》EP正式發行。

## 發行版本
本次專輯共有2款發行版本，分別為豪華版及珍藏版：
- 豪華版包括：1本歌詞本、1張CD、1張DVD、1本寫真本、1張隨機生寫、1張握手劵及1張集夢卡（5點）。
- 珍藏版包括：1本歌詞本、1張CD、1張隨機生寫、1張握手劵及1張集夢卡（2點）。

發行版本封面：
| 版本   | 封面成員                               | 備註 |
| ------ | -------------------------------------- | ---- |
| 豪華版 | 「傷感列車」選拔成員16人               |      |
| 珍藏版 | 劉念                                   |      |
| 珍藏版 | 朱苓、李佳慧、桂楚楚、邱笛爾、葉知恩   |      |
| 珍藏版 | 吳安琪、張倩霏、沈瑩、毛唯嘉、鄒若男   |      |
| 珍藏版 | 朱景晨、曾鷥淳、孔珂昕、漸薔薇、施可妍 |      |

## 收錄曲目
| CD       | CD                                          | CD                   | CD         | CD       | CD               | CD    |
| 曲序     | 曲目                                        |                      | 作曲       | 编曲     | 原曲             | 时长  |
| -------- | ------------------------------------------- | -------------------- | ---------- | -------- | ---------------- | ----- |
| 1.       | 《傷感列車》                                | 秋元康（原詞）、王雷 | 姫野博行   | 姫野博行 | 《感傷列車》     | 4:21  |
| 2.       | 《黑暗》                                    | 秋元康（原詞）、小潼 | aokado     | aokado   | 《暗闇》         | 4:41  |
| 3.       | 《High tension（嗨翻天）》                  | 秋元康（原詞）、梁雪 | 白石紗澄李 | 佐佐木裕 | 《High Tension》 | 3:48  |
| 4.       | 《伤感列车》 (off vacal ver.)               |                      | 姫野博行   | 姫野博行 | 《感傷列車》     | 4:21  |
| 5.       | 《黑暗》 (off vocal ver.)                   |                      | aokado     | aokado   | 《暗闇》         | 4:41  |
| 6.       | 《High tension（嗨翻天）》 (off vocal ver.) |                      | 白石紗澄李 | 佐佐木裕 | 《High Tension》 | 3:48  |
| 总时长： | 总时长：                                    | 总时长：             | 总时长：   | 总时长： | 总时长：         | 25:40 |

## 選拔成員

### 傷感列車
（中心成員：劉念）
- 正式成員：桂楚楚（#4）、漸薔薇（#15）、孔珂昕（#14）、毛唯嘉（#10）、邱笛爾（#5）、沈瑩（#9）、施可妍（#16）、吳安琪（#7）、葉知恩（#6）、曾鸶淳（#13）、張倩霏（#8）、朱苓（#2）、鄒若男（#11）
- 研修生：李佳慧（#3）、劉念（#1）、朱景晨（#12）

括號內為48Group歌曲人氣歌曲推薦者的排名。劉念自《大聲鑽石》相隔兩作回歸中心成員；四期生朱景晨首次進入選拔名單；漸薔薇自《千秋令》相隔三作回歸選拔名單；張倩霏、李佳慧自《大聲鑽石》相隔兩作回歸選拔名單；上張EP的選拔成員之中，王安妮、魏新、王曉陽與吳凡未進入本次選拔名單。

### 黑暗
（中心成員：劉念）
該單曲未有公佈歌詞分配及選拔成員的信息，初舞台時間為2020年11月28日（AKB48 Team SH第一屆偶像嘉年華「發現光芒的痕跡」），參與成員為桂楚楚、胡馨尹、孔珂昕、劉念、毛唯嘉、沈瑩、施譪倍、施可妍、宋欣然、譚珺兮、萬芳舟、吳安琪、葉知恩、曾鷥淳、朱苓、鄒若男。此曲為組合初次翻唱STU48的歌曲。

### High tension（嗨翻天）
（中心成員：毛唯嘉）
- 正式成員：桂楚楚、毛唯嘉、孔珂昕、邱笛爾、沈瑩、施可妍、王安妮、魏新、吳安琪、葉知恩、曾鷥淳、張倩霏、周念琪、朱苓、鄒若男
- 研修生：劉念

初舞台時間為2022年12月10日（AKB48 Team SH線上演唱會暨四週年主題活動「Four你心中的歌」）。

## 舞台公演
| 日期                   | 平台／主辦方 | 活動名稱                                                  | 備註         |
| 《傷感列車》           | 《傷感列車》 | 《傷感列車》                                              | 《傷感列車》 |
| ---------------------- | ------------ | --------------------------------------------------------- | ------------ |
| 2023年2月4日           | 48 CIRCLE    | AKB48 Group Circle Jam 2023 ONLINE                        | 初次表演     |
| 2023年2月11日          |              | AKB48 Team SH 2nd Stage「戀愛禁止條例」公演               | 公演初披露   |
| 《High Tension嗨翻天》 |              |                                                           |              |
| 2022年12月10日         |              | AKB48 Team SH線上演唱會暨四週年主題活動「Four你心中的歌」 |              |
| 2023年2月4日           | 48 CIRCLE    | AKB48 Group Circle Jam 2023 ONLINE                        |              |
| 《黑暗》               |              |                                                           |              |
| 2020年11月28日         |              | AKB48 Team SH第一屆偶像嘉年華「發現光芒的痕跡」           |              |
| 2021年6月27日          | ZAIKO        | AKB48 Group Asia Festival 2021 ONLINE                     |              |
| 2021年11月20日         |              | 第二屆元氣嘉年華「全力以赴的舞台」                        |              |

## 外部連結
- 官方頻道影片（简体中文）
  - bilibili上的主打曲《傷感列車》正式版MV
  - YouTube上的主打曲《傷感列車》正式版MV
  - bilibili上的主打曲《傷感列車》舞蹈版MV